# 음악이 흐르는 밤
음악이 흐르는 밤은 KBS 1라디오에서 2016년 5월 9일부터 2018년 5월 26일까지 2년간 방송했던 심야 음악 프로그램이다.
DJ는 박태원 아나운서이며, 방송시간은 월~토요일 밤 11시 10분부터 새벽 1시까지이다.

## 오프닝 시그널
- May Second - Vanilla Sky